# Episodi di The Bill Cosby Show (seconda stagione)
La seconda stagione della serie televisiva The Bill Cosby Show è stata trasmessa in anteprima negli Stati Uniti d'America dalla NBC tra il 13 settembre 1970 e il 21 marzo 1971.
| nº | Titolo originale                   | Titolo italiano            | Prima TV USA      | Prima TV Italia |
| -- | ---------------------------------- | -------------------------- | ----------------- | --------------- |
| 1  | Any Time You're Ready, CK          | Quando sei pronto lancia   | 13 settembre 1970 |                 |
| 2  | Open House                         | Casa in vendita            | 20 settembre 1970 |                 |
| 3  | Is There a Doctor in the Hospital? | C'è un dottore in ospedale | 27 settembre 1970 |                 |
| 4  | There Must Be a Party              | Una stella del cinema      | 4 ottobre 1970    |                 |
| 5  | The Old Man of 4-C                 | Un amico irriducibile      | 11 ottobre 1970   |                 |
| 6  | The Lincoln Letter                 | La lettera del presidente  | 18 ottobre 1970   |                 |
| 7  | The Runaways                       | I fuggiaschi               | 25 ottobre 1970   |                 |
| 8  | The Artist                         | L'artista                  | 1º novembre 1970  |                 |
| 9  | The March of the Antelopes         | La marcia delle antilopi   | 8 novembre 1970   |                 |
| 10 | The Deluge (Part 1)                | Il diluvio (Parte 1)       | 15 novembre 1970  |                 |
| 11 | The Deluge (Part 2)                | Il diluvio (Parte 2)       | 22 novembre 1970  |                 |
| 12 | Swann's Way                        | Il signor cigno            | 13 dicembre 1970  |                 |
| 13 | The Poet                           | Il poeta                   | 20 dicembre 1970  |                 |
| 14 | Teacher of the Year                |                            | 27 dicembre 1970  |                 |
| 15 | To Each According to His Appetite  |                            | 3 gennaio 1971    |                 |
| 16 | Viva Ortega                        |                            | 10 gennaio 1971   |                 |
| 17 | The Miraculous Martin              |                            | 17 gennaio 1971   |                 |
| 18 | The Sesame Street Rumble           |                            | 24 gennaio 1971   |                 |
| 19 | The Generation Gap                 |                            | 31 gennaio 1971   |                 |
| 20 | Tobacco Road                       |                            | 7 febbraio 1971   |                 |
| 21 | A Dirty Business                   |                            | 14 febbraio 1971  |                 |
| 22 | The Barber Shop                    |                            | 21 febbraio 1971  |                 |
| 23 | The Power of a Tree                |                            | 28 febbraio 1971  |                 |
| 24 | The Green-Eyed Monster             |                            | 7 marzo 1971      |                 |
| 25 | The Long Road Back                 |                            | 14 marzo 1971     |                 |
| 26 | The Saturday Game                  |                            | 21 marzo 1971     |                 |